# Третичный волосяной покров
Третичный волосяной покров — один из важнейших расовых признаков.

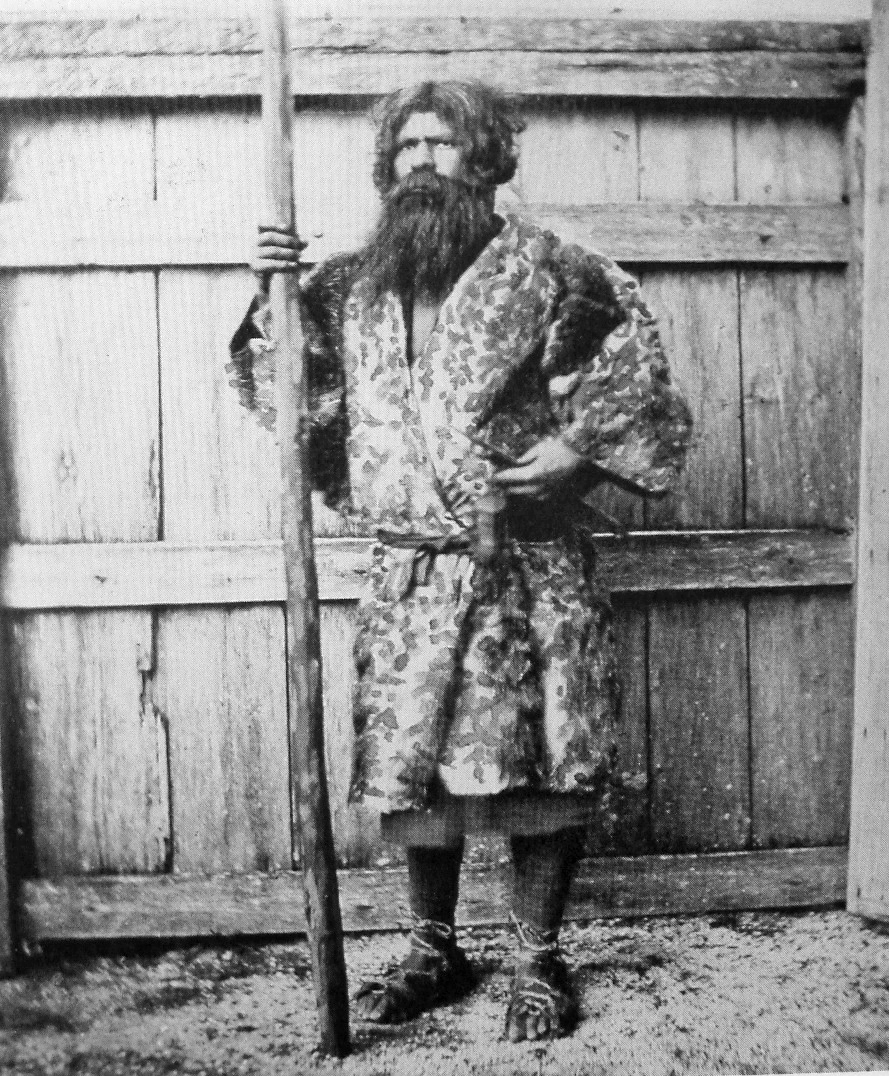
Мужчина айн (около 1880).

При антропологических исследованиях этот признак обычно определяют только у мужчин отдельно на лице и на теле. На лице к третичному волосяному покрову относятся борода и усы. Различают очень слабое развитие бороды (балл 1), слабое (2), среднее (3), сильное (4) и очень сильное (5). Баллы указывают на густоту волос бороды и на то, какую поверхность на лице они занимают.
Максимальные степени развития бороды отмечены у айнов Японии, у
аборигенов Австралии, у некоторых народов Передней Азии и Закавказья.